# Hilal (métro d'Izmir)
Pour les articles homonymes, voir Hilal.
Hilal est une station de la ligne 1 du métro d'Izmir.